# Elsa Patscheider
Elsa Patscheider (verheiratete Bernhart; * 17. Mai 1928 in Graun; † 13. Oktober 1995 in Prad) war eine Lehrerin und Schriftstellerin aus Südtirol.

## Leben und Werk
Elsa Patscheider war das jüngste von fünfzehn Kindern einer Bauern- und Lehrerfamilie. Sie wuchs in Graun im Vinschgau auf. Das Dorf Graun wurde 1950 im Zuge der Errichtung des Reschenstausees zerstört. Nach ihrer Ausbildung zur Grundschullehrerin an der Lehrerbildungsanstalt in Meran war sie 36 Jahre lang Lehrerin an deutschsprachigen Grundschulen in Südtirol, die längste Zeit davon in Prad. Sie war verheiratet und hatte einen Sohn, den Literaturwissenschaftler und Schriftsteller Toni Bernhart.
Nach ihrer Pensionierung als Lehrerin schrieb sie Prosatexte im Dialekt des oberen Vinschgaus. In ihrem zweibändigen Werk „Olt-Graunr Gschichtn“ (1992–1995) schildert sie ihre Erinnerungen an Graun, die Menschen und die Gegend. Bezüge zur realen Geschichte sind ebenso enthalten wie zu Sagen und Mythen des Alpenraums.

## Bücher
- Olt-Graunr Gschichtn. Prosatexte in Obervinschgauer Mundart (Erfragt – erlauscht – erzählt, Schriftenreihe zur Volkskultur Tirols, Bd. 5, hrsg. von Alfred Gruber und Siegfried de Rachewiltz). Dorf Tirol: Verlag Südtiroler Autoren, 1992.
- Olt-Graunr Gschichtn II. Prosatexte in Obervinschgauer Mundart (Erfragt – erlauscht – erzählt, Schriftenreihe zur Volkskultur Tirols, Bd. 8, hrsg. von Alfred Gruber und Siegfried de Rachewiltz). Dorf Tirol: Verlag Südtiroler Autoren, 1995.